# CMH
CMH (рус. ЦМХ; настоящее имя — Русла́н Серге́евич Тушенцо́в; род. 23 декабря 1995, Ачинск, Красноярский край) — российский видеоблогер и музыкант.

## Биография

### Юность и ранние годы (до 2012)
Родился 23 декабря 1995 года в Ачинске, рос без отца. Отец погиб в аварии за неделю до его рождения. В старших классах у него начали случаться нервные тики, а позже подтвердилось, что у него синдром Туретта, из-за синдрома ему пришлось перейти на домашнее обучение и отказаться от мечты стать хирургом или патологоанатомом. Также известно, что у Тушенцова присутствует эпилепсия и непереносимость лактозы.

### Карьера видеоблогера и хип-хоп исполнителя (c 2012)
В январе 2012 года создал YouTube-канал под названием «CrazyMegaHell», где переозвучивал мультфильмы и создавал анимации, позже начал выпускать рубрику «Эпичная рэп битва в Майнкрафте», которая стала одной из самых популярных на его канале.
18 октября 2018 года выпустил дебютный хип-хоп альбом под названием Untitled. Для продвижения альбома был устроен тур. В туре начался конфликт с российским рэпером Face, по словам Тушенцова, после совместного концерта в Уфе с Даней Кашиным к ним подошли люди и потребовали извиниться за оскорбления в адрес уфимского рэпера. Руслан записал ролик, где объяснил всю ситуацию и запустил хештег «#фейскрыса», а также записал видео-дисс на рэпера.
1 августа 2019 года вышел второй альбом Biohazard и клип к совместному треку с GSPD — «Быстрый», 6 ноября вышел клип к совместному треку с Инстасамкой «GTA». В 2022 году Кировский районный суд Санкт-Петербурга запретил клип по причине «пропаганды АУЕ».

## Дискография

### Полноформатные альбомы
| Название        | Детали                                                                                      | Высшая позиция в чарте |
| Название        | Детали                                                                                      | Apple Music            |
| --------------- | ------------------------------------------------------------------------------------------- | ---------------------- |
| Untitled        | - Релиз: 18 октября 2018 - Лейбл: Rhymes Music - Формат: цифровая дистрибуция, стриминг     | —                      |
| Biohazard       | - Релиз: 1 августа 2019 - Лейбл: Sony Music Russia - Формат: цифровая дистрибуция, стриминг | —                      |
| Payday          | - Релиз: 15 января 2021 - Лейбл: Sony Music Russia - Формат: цифровая дистрибуция, стриминг | 11                     |
| Mudblood        | - Релиз: 12 марта 2022 - Лейбл: Koala Music - Формат: цифровая дистрибуция, стриминг        | 26                     |
| Antiwrld        | - Релиз: 17 февраля 2023 - Лейбл: Koala Music - Формат: цифровая дистрибуция, стриминг      | 6                      |
| Kill This Album | - Релиз: 24 января 2025 - Лейбл: Koala Music - Формат: цифровая дистрибуция, стриминг       | 2                      |

### Мини-альбомы
| Название | Детали                                                                                | Высшая позиция в чарте |
| Название | Детали                                                                                | Apple Music            |
| -------- | ------------------------------------------------------------------------------------- | ---------------------- |
| Raw      | - Релиз: 24 ноября 2023 - Лейбл: Koala Music - Формат: цифровая дистрибуция, стриминг | 14                     |

### Синглы
| Год  | Название                                                                                         | Позиция в чартах |
| Год  | Название                                                                                         | Spotify          |
| ---- | ------------------------------------------------------------------------------------------------ | ---------------- |
| 2017 | «Мемы» (совместно с DK)                                                                          | —                |
| 2017 | «Мемы 2» (совместно с DK)                                                                        | —                |
| 2018 | «Кликбэйт»                                                                                       | —                |
| 2018 | «Mortal Kombat»                                                                                  | —                |
| 2019 | «Быстрый» (совместно с GSPD)                                                                     | —                |
| 2019 | «AntiGirl» (совместно с GSPD и Russian Village Boys)                                             | —                |
| 2019 | «GTA» (совместно с Инстасамкой)                                                                  | —                |
| 2019 | «Русская песня» (совместно с Delorenzy)                                                          | —                |
| 2019 | «Диски-вписки» (совместно с Russian Village Boys)                                                | —                |
| 2019 | «Хочу к еде (Егор Натс RMX)» (совместно с Stephan Pie, OBLADAUN, Слава КПСС, ARBZK и Paradigmer) | —                |
| 2019 | «Мемы 3» (совместно с DK)                                                                        | —                |
| 2020 | «Беды с башкой» (совместно с GSPD)                                                               | —                |
| 2020 | «Unlimited» (совместно с FirstFeel)                                                              | —                |
| 2020 | «Карантин»                                                                                       | —                |
| 2020 | «RPG» (совместно с Инстасамкой и Пашей Техником)                                                 | —                |
| 2020 | «Верните мой 2007»                                                                               | —                |
| 2020 | «Господь»                                                                                        | —                |
| 2020 | «Россия хочет жестче» (совместно с Skurt)                                                        | —                |
| 2020 | «New Rave» (совместно с XS Project)                                                              | —                |
| 2020 | «Казантип 2005»                                                                                  | —                |
| 2020 | «Паркур» (совместно с Lida и Юг 404)                                                             | —                |
| 2020 | «Стикер» (совместно с Lida)                                                                      | 35               |
| 2020 | «TikTok Rave» (совместно с Lida)                                                                 | —                |
| 2021 | «Salam»                                                                                          | —                |
| 2021 | «Hyper Luv»                                                                                      | —                |
| 2021 | «No Shmoking» (совместно с Skumbagg)                                                             | —                |
| 2021 | «Электро-кавказ» (совместно с GSPD)                                                              | —                |
| 2021 | «Пина Колада»                                                                                    | 199              |
| 2021 | «Рисую на стенах печалью» (совместно с Фрик Пати)                                                | —                |
| 2021 | «Диско девочка»                                                                                  | —                |
| 2021 | «Паранойя» (совместно с Муккой)                                                                  | 184              |
| 2022 | «Хоум видео» (совместно с Lida)                                                                  | —                |
| 2022 | «Мемы-4» (совместно с Слава КПСС)                                                                | —                |
| 2022 | «Jackass» (совместно с Йост Клейн)                                                               | —                |
| 2023 | «Skins»                                                                                          | —                |
| 2023 | «Убей»                                                                                           | —                |
| 2024 | «Catharsis» (совместно с mzlff)                                                                  | —                |
| 2024 | «Бэйслайн бизнес» (совместно с mzlff)                                                            | —                |
| 2024 | «Прыгай» (совместно с 22 РАЗА)                                                                   | —                |
| 2024 | «Hate Core» (совместно с mzlff, Слава КПСС)                                                      | —                |
| 2025 | «WRONG» (совместно с Baby Melo)                                                                  | —                |

## Видеография

### CMH
| Год  | Название                                                                                    | Примечание |
| ---- | ------------------------------------------------------------------------------------------- | ---------- |
| 2014 | «Верните мой 2007»                                                                          |            |
| 2015 | «Амахасла»                                                                                  |            |
| 2015 | «Скрытая угроза»                                                                            |            |
| 2015 | «Не всерьез»                                                                                |            |
| 2015 | «Миллион» (Совместно с Rival и Успешная группа)                                             |            |
| 2015 | «O.G ㊙️» (Совместно с ARTEM BOZIN)                                                          |            |
| 2015 | «Шаурма»                                                                                    |            |
| 2015 | «Крутой» (Совместно с ВанчО)                                                                |            |
| 2016 | «На колесах» (Совместно с DK и DANIL PETROVICH)                                             |            |
| 2016 | «Доступа нет» (Совместно с ВанчО и Pasha Korolev)                                           |            |
| 2017 | «Мемы» (Совместно с DK)                                                                     |            |
| 2017 | «Мемы 2» (Совместно с DK)                                                                   |            |
| 2018 | «Этот бит» (Совместо с Кузьма и Юлик)                                                       |            |
| 2018 | «Бездарность»                                                                               |            |
| 2018 | «False Ebalo (Flesh & Lizer cover)»                                                         |            |
| 2018 | «Монстр»                                                                                    |            |
| 2018 | «Telegram (Lizer rmx)»                                                                      |            |
| 2018 | «Кликбэйт»                                                                                  |            |
| 2018 | «Face Diss»                                                                                 |            |
| 2018 | «Fortnite» (Совместо с Кузьма и Юлик)                                                       |            |
| 2018 | «Новый год» (Совместо с N. Masteroff, Кузьма и Юлик)                                        |            |
| 2019 | "Аскорбинка (Мэйби Бэйби, Френдзона)                                                        |            |
| 2019 | «Gazz»                                                                                      |            |
| 2019 | «С нами Бог»                                                                                |            |
| 2019 | «Мемы 3» (Совместо с DK)                                                                    |            |
| 2019 | «Быстрый» (Совместо с GSPD)                                                                 |            |
| 2019 | «GTA» (Совместо с INSTASAMKA)                                                               |            |
| 2019 | «Про любовь» (Совместно с Booker)                                                           |            |
| 2019 | «VSRAP Cypher» (Совместо с DK, Слава КПСС и Замай)                                          |            |
| 2019 | «Новый год» (Совместо с GSPD и Russian Village Boys)                                        |            |
| 2020 | «Диски-вписки» (Совместно с Russian Village Boys)                                           |            |
| 2020 | «Девчонки» (Совместо с Кузьма и Юлик)                                                       |            |
| 2020 | «АУЕ» (Совместо с INSTASAMKA)                                                               |            |
| 2020 | «Карантин.mp4»                                                                              |            |
| 2020 | «RPG» (Совместо с INSTASAMKA и Паша Техник)                                                 |            |
| 2020 | «Господь господь Иисус Христос»                                                             |            |
| 2020 | «Верните мой 2007»                                                                          |            |
| 2020 | «Паркур» (Совместо с Lida и ЮГ404)                                                          |            |
| 2020 | «XXX Freestyle» (Совместно с Слава КПСС, pyrokinesis, Booker, Замай и Russian Village Boys) |            |
| 2020 | «Стикер» (Совместно с Lida)                                                                 |            |
| 2020 | «Новый год 2020» (Совместо с N. Masteroff, Кузьма и Юлик)                                   |            |
| 2021 | «Угомонись»                                                                                 |            |
| 2021 | «Барби» (Совместно с motelblvck)                                                            |            |
| 2021 | «РПТ»                                                                                       |            |
| 2021 | «Hyper Luv»                                                                                 |            |
| 2021 | «#НифедовКрыса» (Совместно с Ларин)                                                         |            |
| 2021 | «Песня про пиво» (Совместно с Lida)                                                         |            |
| 2021 | «Новый год 2021» (Совместо с Кузьма и Юлик)                                                 |            |
| 2022 | «Частушки» (Совместно с Слава КПСС и нексюша)                                               |            |
| 2022 | «Рубль» (Совместно с Джарахов)                                                              |            |
| 2022 | «Оверсайз»                                                                                  |            |
| 2022 | «Milf Money» (Совместно с ЮГ404 и ФРИК ПАТИ)                                                |            |
| 2022 | «Частушки» (Совместно с Хованский и Джарахов)                                               |            |
| 2023 | «Прицел» (Совместно с ЮГ 404)                                                               |            |
| 2023 | «Люби меня» (Совместно с Рома Жёлудь)                                                       |            |
| 2024 | «Частушки» (Совместно с Мазеллов и Братишкин)                                               |            |
| 2024 | «Бэйслайн бизнес» (Совместно с mzlff)                                                       |            |

### В составе группы «RPG»
| Год  | Название                             | Примечание |
| ---- | ------------------------------------ | ---------- |
| 2019 | «Ты мне дашь»                        |            |
| 2019 | «Хардбасс для Путина»                |            |
| 2019 | «У меня есть»                        |            |
| 2019 | «Питер (дисс Guf х Тимати — Москва)» |            |
| 2019 | «А4»                                 |            |
| 2020 | «Хардбасс для Трампа»                |            |
| 2020 | «Калик)»                             |            |
| 2020 | «В тебе»                             |            |

## Фильмография
| Год       |    | Название                  | Роль             |
| --------- | -- | ------------------------- | ---------------- |
| 2015—2018 | вс | Футбольная школа Кузьмина | Сам себя         |
| 2016—2018 | вс | vape nation               | Сам себя         |
| 2017      | в  | Озон 2: Кровавый спорт    | Сам себя         |
| 2017      | в  | Охотник за привидениями   | Дима Масленников |
| 2018      | в  | Разборка в Сан-Франциско  | Усатый дилер     |
| 2018      | в  | Когда твой батя — Кратос  | Тёмный эльф      |
| 2019      | в  | Охотник за привидениями 2 | Дима Масленников |
| 2022      | в  | Беременна в 16            | Руслан           |

## Награды и рейтинги
| Год  | Премия  | Номинация        | Результат | Прим.  |
| ---- | ------- | ---------------- | --------- | ------ |
| 2015 | Видфест | «Лайк за музыку» | Номинация | [ 18 ] |

| Год  | Издание | Рейтинг                                | Место | Прим.  |
| ---- | ------- | -------------------------------------- | ----- | ------ |
| 2017 | РИАБ    | «Самый влиятельный видеоблогер Рунета» | 34    | [ 19 ] |

## Рэп-баттлы

### «РэпЙоу баттл»
| Дата выхода    | Соперник |
| -------------- | -------- |
| 1 августа 2018 | Booker   |